# Comité Interprofessionnel du vin de Champagne

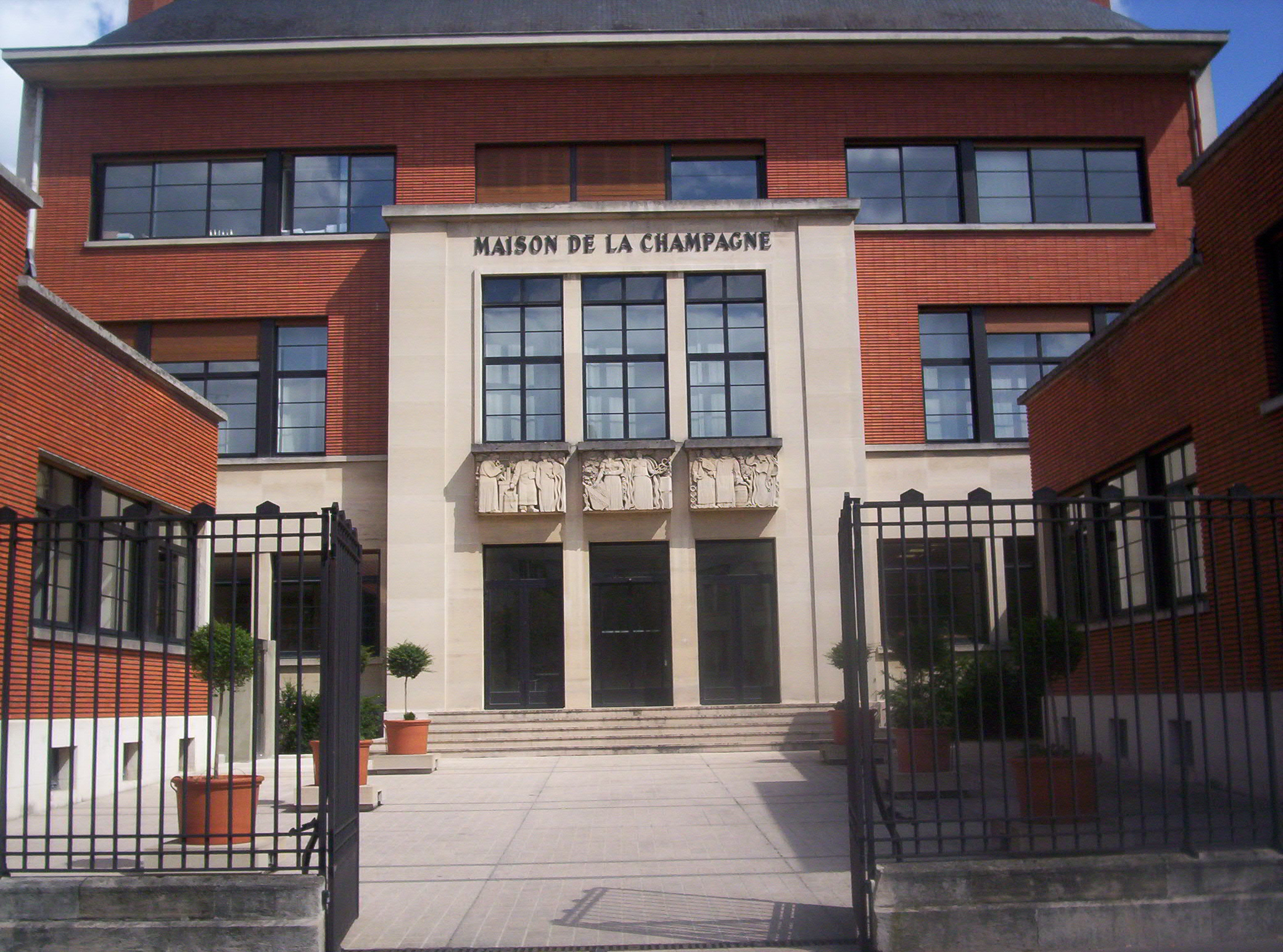
Maison de la Champagne, SIege de CIVC

Le Comité Interprofessionnel du vin de Champagne (CIVC) är en organisation för alla intressenter inom handel och produktion av Champagne. Det inkluderar odlare, kooperativ och handlare under ledning av regeringen.
Kommittén har ansvar och befogenheter att organisera och kontrollera produktion, distribution och marknadsföring av Champagne samt utföra undersökningar. Fram till 1990 satte CIVC priserna på druvor, reglerade skördeuttag och begränsade produktionen av vin för att bibehålla marknadspriserna.
En av de mest centrala uppgifterna är att skydda namnet Champagne, som är ett ursprungsskyddat varumärke. CIVC är snabba att ta till juridiska åtgärder vid missbruk av namnet Champagne.
CIVC ägnar sig även åt aktiviteter i andra länder för att utbilda konsumenter och ha nationell representation för att skydda varumärket Champagne. Ett exempel på detta är Champagne Bureau (tidigare the Office of Champagne) i USA.

## Historia
CIVC etablerades 13 april 1941, när Tyskland ockuperade Champagne och andra delar av Frankrike under andra världskriget. Eftersom ockupationen betydde restriktioner och strikt handelskontroll, av både ockupationsmakten och Vichyregimen, ansåg Champagneproducenterna att det behövdes en enad front mot tyskarna. Robert-Jean de Vogüé, som ledde Moët & Chandon, tog initiativet och blev utpekad av CIVC att förhandla med tyskarna.
CIVC har stått modell för vinkommittéerna, Comité Interprofessionnel, i de andra franska vinregionerna, samt även för Consorzio i Italien och Consejo Regulador i Spanien.